# ديفيد جيمس هارتيغان
ديفيد جيمس هارتيغان هو سياسي كندي، ولد في 8 نوفمبر 1887 في Sydney Mines ‏ في كندا، وتوفي في 16 يناير 1952 في New Waterford, Nova Scotia ‏ في كندا. نشط حزبياً في الحزب الليبرالي الكندي. وقد انتخب عضو مجلس العموم الكندي.